# 유취관
유취관(遊就館)은 야스쿠니 신사 경내에 병설된 그 신사의 제신(祭神) 연고의 자료를 모은 박물관이다.

## 개요
1882년(메이지 15년)에 개관 한 일본의 가장 오래된 군사 박물관으로 막말 유신 기의 동란에서 대동아 전쟁에 이르기 전몰자, 국사(國事) 순난 자를 제신으로하는 야스쿠니 신사의 시설로, 전몰자 및 군사 관련 자료를 소장·전시하고 있다.
'유취관'이라는 명칭은 순자 권학편(勸學篇)의 "고군자거필택향, 유필취사, 소이방사벽이근중정야"(故君子居必擇鄕, 遊必就士, 所以防邪僻而近中正也)에서 따왔다.